# Liste des seigneurs de Broyes
Les seigneurs de Broyes sont une famille noble importante de Champagne (actuel département de la Marne), affiliée à la maison capétienne de Dreux.

## Historique
Hugues III de Broyes donnera naissance à celle de Châteauvillain et de Commercy.

## Armes

Les armes de la famille se blasonnent ainsi : d'azur aux trois broyes d'or rangées en fasce.[réf. nécessaire]

## Liste des seigneurs auxXeetXIesiècles
Renart de Nogent, (ou Renard, Rainard, Renaud de Broyes), (avant 960 - Rome vers 999), seigneur vers 980 de Broyes et d'autres biens champenois. Sa seconde épouse est Héloïse de Pithiviers. Guérin de Lorraine, qui vivait sous le règne de Louis VII de France parle de l'épouse de Renart, Héloïse, en ces termes :

« Sept filles ot li (issues de) Loheranz Herviz (Hervé de Lorraine).

Prues (prudes) et courtoises, et de moult riche pris (et bien dotées),

Maria les au mieus de son païs (il les maria au mieux dans son pays).

L'aisnée en ot (issue) d'Orlenois Hernais (d'Hervé de Lorraine),

Icelle ot nom la belle Hellois (avait pour nom la belle Héloise),

Qui tint Peviers (qui tenait Pithiviers), et la riche tor sist (et son château).

Ses fiuz si ot nom Dus Ernais (de ses fils l'un se nommait Ernais, pour Isembart),

Li pruez, li sages, li chevaliers gentis (croyant, sage et preux chevalier).

Si ot un frère qui à lestres fu mis (qui avait un frère lettré).

Huedes ot nom (qui se nommait Eudes, diminutif d'Oldoric), moult su pruez et gentis,

Esuesque fu d'Orliens et del païs (qui fut évêque d'Orléans dans son pays), »

Elle est la sœur de Roger Ier de Blois, évêque de Beauvais en 1000/1002-1022. Les historiens, ont démontré plusieurs fois qu'elle ne peut pas être la fille du comte Eudes Ier de Blois et de Berthe de Bourgogne. Sa filiation agnatique s'explique plus facilement en la rattachant à Hugues de Blois,. Une autre origine est actuellement proposée pour la filiation cognatique de Roger et sa sœur Héloïse/Helvide : les Hugonides, comtes de Laon et de Bassigny.
Pour les fiefs champenois relevant du comté de Troyes, on peut évoquer la parenté probable des Fromonides de Sens, dont viendrait Renart par sa mère, Il est proposé par l'historien Michel Bur que notre Renart soit, par sa propre mère, un neveu de Renard/Raynard/Renaud Ier et un petit-fils de Fromond Ier de Sens, comtes fromonides de Sens au Xe siècle. Par son père il serait lié aux Vermandois (plus précisément au lignage des Thierry).
Renart meurt à Rome lors d'un pèlerinage vers 997/998. Sa mort est interprétée comme une probable pénitence à la suite du rôle qu'il a joué dans le conflit de 992-996 entre le roi Hugues Capet et Eudes Ier de Blois. En son souvenir, sa veuve fondera, en lieu de l’église castrale, la Collégiale Saint-Georges à Pithiviers.
Mariages et succession :
- Sa première épouse est inconnue. Il a de ce premier mariage :
  - Isembart[9] qui suit,
- Il épouse en secondes noces au milieu des années 980, Héloïse (ou Alluise/Ayluise/Heloyse/Helvise/Helvide) de Pithiviers. Il a[10] de ce second mariage :
  - Oury[11] (ou Odry/Orri/Oldoric/Odalric), évêque d'Orléans de 1022 à 1033, seigneur de Pithiviers,
  - Héloïse, épouse de Geoffroi II de Châteaudun et Ier du Perche, † 1040.

Isembart de Nogent, (ou Isembert/Erembert/Erambert), dit "de Beaufort", (vers 965/970 - après 1026/28). Seigneur de Broyes, de Beaufort et de Nogent. Il est cité dans deux chartes, l'une de 1028 où il se dit "frère d'Oldoric évêque d'Orléans", et l'autre non daté du même Oldoric qui se qualifie de "frère d'Isembart".
Mariage et succession :
Il épouse Beline de Beaufort, (970 - 1000), de qui il a :
- Hugues Ier Bardoul, qui suit[12]
- Isembart, évêque d'Orléans de 1033 à 1063
- possiblement[13] (et plutôt d'une autre femme ?) : Hildeburge/Audeberge/Aldeburge du Lude (si Isembart de Nogent est assimilable à son contemporain Isembart du Lude)[14]

Hugues Ier de Broyes, dit "Bardoul", (vers 1000 - après 1058). Seigneur de Broyes, de Beaufort, de Pithiviers et de Nogent. Il perd la seigneurie de Pithiviers au bénéfice du roi Henri Ier de France.
Mariage et succession :
Il épouse Alvidis/Alvide de qui il a :
- Barthélemy qui suit,
- Isabeau, (ou Isabelle ou Élisabeth), (? - après 1066), dame de Nogent-le-Roi : elle épouse Simon Ier de Montfort[16],
- Havise[17], elle épouse en premières noces Renaud du Puy-du-Fou puis en secondes noces Galeran, issu des comtes de Clermont-en-Beauvaisis,
- Haderic, (ou Hédry, ou Hadery) évêque d'Orléans de 1063 à 1066.

Barthélemy de Broyes, (avant 1032 - 1072/81). Seigneur de Broyes et de Beaufort. Il est cité dans une charte d'Étienne II de Blois où il est qualifié de "chevalier très fameux" et qui situe son décès en 1081.
Mariage et succession :
Il épouse Élisabeth de Valois, (? - 1093/1101), dame de Châteauvillain et d'Arc-en-Barrois,  fille de Raoul IV de Vexin comte de Valois et d'Adèle, comtesse de Bar-sur-Aube, de qui il a :
- Hugues II qui suit,
- Renaud, (? - Nicée 1095/96), le chanoine Albert d'Aix-la-Chapelle qui le qualifiait de "chevalier insigne et très renommé en son pays" le cite parmi d'autres chevaliers commandant l'armée de Pierre l'Ermite, il meurt lors du siège de Nicée au cours de la première Croisade[19].

## Liste des seigneurs auxXIIeetXIIIesiècles
Hugues II de Broyes, dit Bardoul, (? - 1110/21). Seigneur de Broyes, de Beaufort, de Baye, de Trie-le-Bardoul et de Charmentray. N'ayant pas atteint la majorité au décès de son père le gouvernement des terres de Broyes fut assurer provisoirement par Étienne II de Blois.
Mariage et succession :
Il épouse avant 1089 Emmeline, (? - 1121), dame de Villenauxe-la-Grande, fille de Milon Ier de Montlhéry et de Lithuise de Soissons, de qui il a :
- Simon Ier qui suit,
- Barthélemy,
- Marie[21].

Simon Ier de Broyes, dit "Bardoul", (vers 1090 - 1137/40). Seigneur de Broyes, de Beaufort, de Baye, de Trie-le-Bardoul, de Charmentray et de Châteauvillain. Il fonde l'Abbaye Notre-Dame-d'Andecy et celle du Reclus près de Baye.
Mariage et succession :
Il épouse en 1110 Félicité de Brienne, (? - après 1178), dame de Ramerupt, fille d'Érard Ier de Brienne, comte de Brienne, et d'Alix de Roucy-Ramerupt, elle épousait en secondes noces Geoffroy III de Joinville (1148) ; descendance d'avec Simon :
- Hugues III[25] qui suit,
- Simon, (vers 1130 - 1187), seigneur de Beaufort[26], de Trie-le-Bardoul et de Charmentray, il épouse Agnès, (? - avant 1188), fille de Renard IV de Joigny et d'Adèle de Nevers,
- Emmeline (? - 1136).

Hugues III de Broyes, (vers 1125 - 1199), seigneur de Broyes, de Châteauvillain, d'Arc-en-Barrois et de Commercy.
Mariages et succession :
Il épouse en premières noces en 1144 Stéphanie, (vers 1125 - 1178), dame de Commercy, fille de Renaud Ier de Bar et de Gisèle de Vaudémont, puis en secondes noces vers 1178 Isabelle/Isabeau, (1160 - 1239), dame d'Arc-en-Barrois (son douaire) et de Baudement, fille du capétien Robert Ier de Dreux et d'Agnès de Baudement. Il a :
De son premier mariage :
- Simon II[29] de Broyes qui suit, qui continue les sires de Broyes et de Commercy,
- Emeline,
- Sophie,
- Agnès, (1160 - 1221), elle épouse en premières noces Simon de Brixey, (1125/30 - 1190), seigneur de Bourlémont ; puis en secondes noces vers 1180 Henri de Fouvent, (? - avant 1229), seigneur de Fouvent, de Fontaine et de Champlitte, d'où Agnès x vers 1220 son cousin Gaucher Ier de Broyes-Commercy ci-dessous,

De son second mariage :  
- Emeline, (? - 1248/49), elle épouse en premières noces vers 1202 Eudes II de Champlitte, (? - Constantinople avant le 16 mai 1204), puis en secondes noces en 1205 Érard II de Chacenay[30], (? - 16 juin 1236) seigneur de Chacenay,
- Simon Ier de Châteauvillain, "le Jeune", (? - 1259/60), seigneur de Châteauvillain, il épouse Alix, (vers 1222 - 1270), dame de Pleurs, fille de Guy de Milly de Boissy et d'Agnès de Reynel.

Simon II de Broyes- Ier de Commercy, (vers 1145- après mai 1208), seigneur de Broyes et de Commercy.
Mariage et succession :
Il épouse Nicole (vers 1160 - après 1233), dame de Montrivel (autour du Mont Rivel, avec Champagnole), Chaux-des-Crotenay et Châteauvillain du Jura (ancien château fort à Sirod), fille de Renaud de Traves et d'Élisabeth de Salins, elle-même fille d'Humbert III de Salins, de qui il a :
- Hugues IV qui suit : il continue les seigneurs de Broyes,
- Gaucher Ier de Broyes-Commercy (vers 1185 - 1244/48), seigneur d'Andelot (-en-Montagne ? alors ce fief viendrait aussi d'Elisabeth de Salins) et de Commercy : il fonde la branche de Commercy, qui donnera les comtes de Sarrebruck, les comtes de Roucy et de Braine, les sires de Commercy-Château-Bas et les damoiseaux de Commercy-Château-Haut ; il épouse sa cousine germaine Agnès de Fouvent ci-dessus,
- Regnault, dit de Commercy, seigneur de Mondement, il épouse Marguerite de Pierrefonds de Buzancy,
- Hugues/Huguenet, religieux,
- Agnès, elle épouse en premières noces Barthélemy de Cirey, puis en secondes noces Arnoul de Reynel,
- Élisabeth.

Hugues IV de Broyes, (? - 1223), chevalier, seigneur de Broyes.
Mariage et succession :
Il épouse Odette, fille d'Eudes de Vandœuvre et de Béatrix de Ceris, de qui il a :
- Hugues V qui suit,
- Eudes, (? - 1246), seigneur de Vandœuvre, de Soisy et de Châtillon, il épouse Agnès
- Simon, chanoine de l'église de Reims,
- Gaucher, chanoine de l'église de Reims,
- Marguerite, elle épouse Gérard de Durnay de qui elle a Jean, Jacquette et Agnès,
- Ermensende, religieuse à l'abbaye Notre-Dame de Troyes.

Hugues V de Broyes, dit "de Commercy", seigneur de Broyes.
Mariage et succession :
Il épousait Bérengère de qui il a :
- Thibaut qui suit,
- Jean, chevalier, seigneur de Soisy et de La Villeneuve, il épouse Péronnelle de qui il a Guy qui épouse Perenotte,
- Hugues, chanoine.

Thibaut de Broyes, dit "de Commercy", seigneur de Broyes.
Mariage et succession :
Son épouse est inconnue, il a Guy, dit "de Commercy", seigneur de Broyes.

## Personnages à la filiation inconnue
- Clarembaud de Broyes, archevêque de Tyr au début du XIIIe siècle, semble être issu d'une branche cadette ou de proches de la famille de Broyes.